# Labiosthenolepis laevis
Labiosthenolepis laevis är en ringmaskart som först beskrevs av McIntosh 1874.  Labiosthenolepis laevis ingår i släktet Labiosthenolepis och familjen Sigalionidae.
Artens utbredningsområde är havet kring Nya Zeeland. Inga underarter finns listade i Catalogue of Life.